# Viticoltura eroica
Con il termine viticoltura eroica ci si riferisce a una tipologia di coltivazione svolta in condizioni estreme rispetto alla coltivazione tradizionale.
Di solito gli appezzamenti di questo genere di viticoltura sono piccoli, ma di elevata qualità.

## Storia e normativa

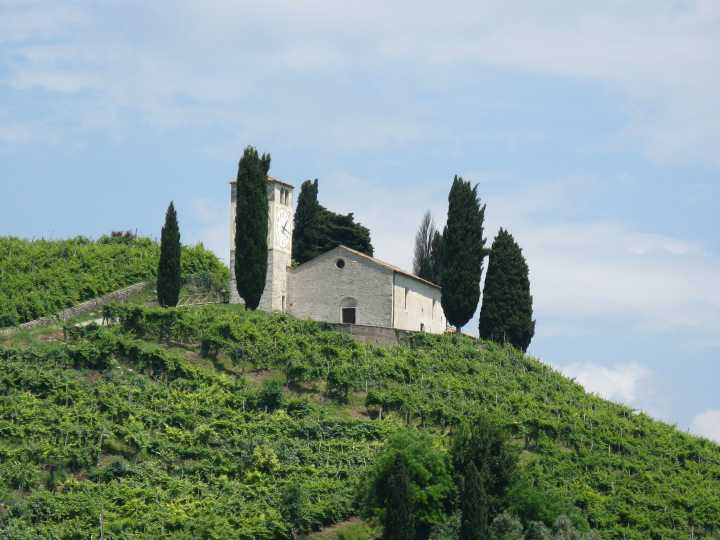
Le ripide colline del Prosecco di Conegliano e Valdobbiadene

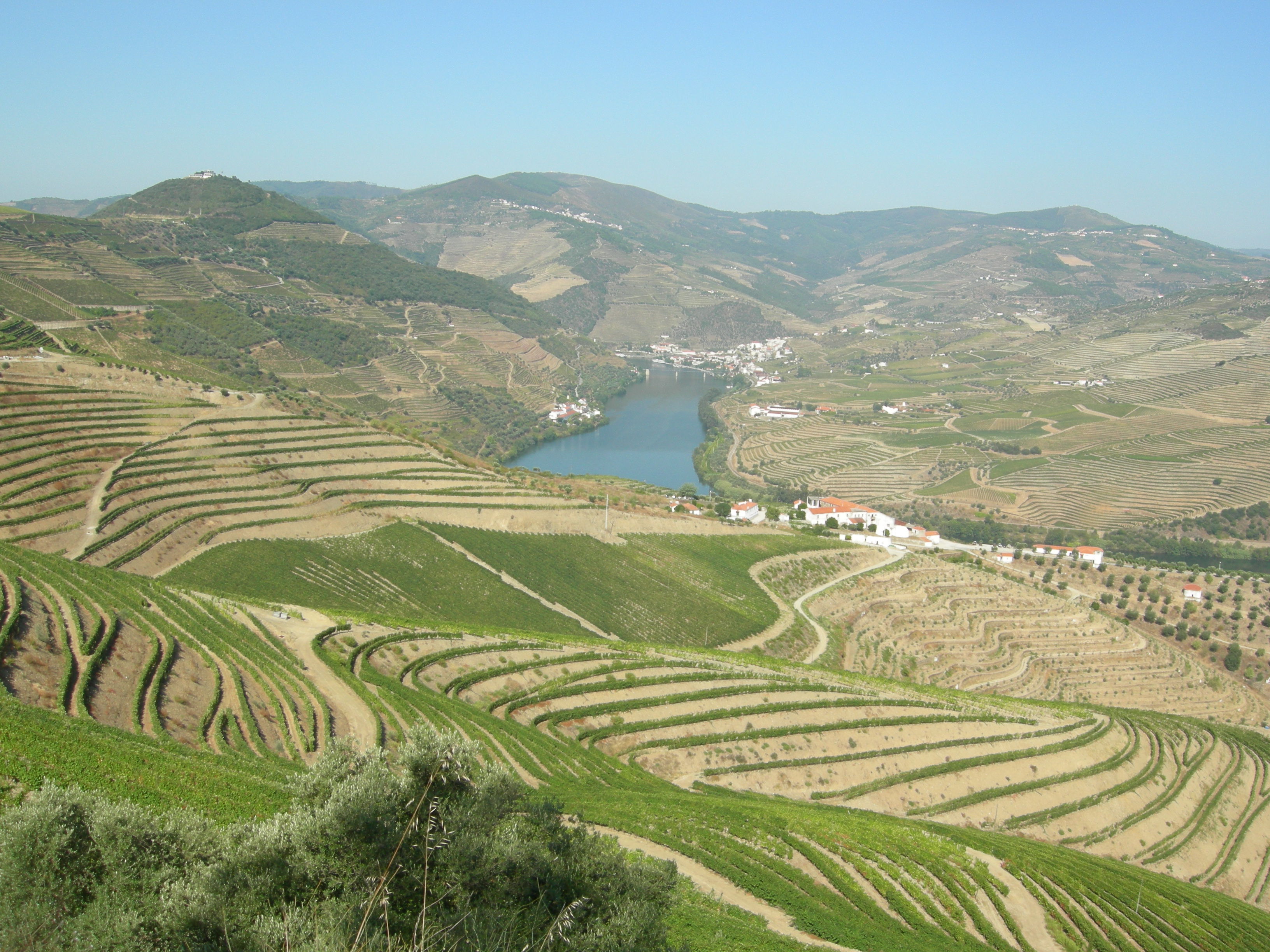
Le viti nell'Alto Douro portoghese

Il concetto di viticoltura eroica è presente sulla stampa specializzata italiana sin dai primi anni cinquanta.
In passato la distinzione tra i vigneti ordinari e quelli dove si pratica la viticoltura eroica era di tipo qualitativo e si riferiva in genere a intere aree geografiche, come ad esempio le Cinque Terre, la Costa Viola in Calabria o la Valtellina.
Recentemente il Centro di Ricerche, Studi e Valorizzazione per la Viticoltura Montana (CERVIM) ha fissato delle caratteristiche più precise per definire un vigneto eroico. Un vigneto eroico, per essere considerato tale, deve soddisfare almeno uno dei seguenti requisiti:
- pendenze superiori al 30%;
- altitudine oltre i 500 m s.l.m.;
- coltivazione su gradoni o terrazze;
- coltivazione su piccole isole.

Tra le attrezzature messe in campo per far sopravvivere la viticoltura eroica ci sono le monorotaie, utilizzate per agevolare l'accesso ai terrazzamenti di aree estremamente impervie come le Cinqueterre o i vigneti presenti in alcune vallate alpine.
La legge n. 238/2016 Testo unico della vite e del vino nell'articolo 7 (Salvaguardia dei vigneti eroici o storici) prevede interventi di ripristino, recupero, manutenzione e salvaguardia dei vigneti delle aree soggette a rischio di dissesto idrogeologico o aventi particolare pregio paesaggistico, storico e ambientale, di seguito denominati «vigneti eroici o storici».
Nel 2018 il Ministero delle politiche agricole alimentari e forestali ha promosso un primo censimento di tali vigneti, propedeutico a un possibile riconoscimento anche in etichetta dei vini prodotti a partire dalle loro uve.
Annualmente in Valle d'Aosta il CERVIM conferisce un premio denominato Mondial des Vins Extrêmes ai migliori vini prodotti in zone caratterizzate da viticolture eroiche, con il patrocinio OIV e l'autorizzazione ministeriale. Dal 2017 la manifestazione si svolge al Forte di Bard.
Il concetto di viticoltura eroica è utilizzato oltre che in Italia anche in altri grandi paesi vinicoli come la Spagna e la Francia.

## Cinema
- Nel 2009 il regista Ermanno Olmi ha dedicato alla viticoltura eroica della Valtellina il film Rupi del vino.

## Agricoltura eroica

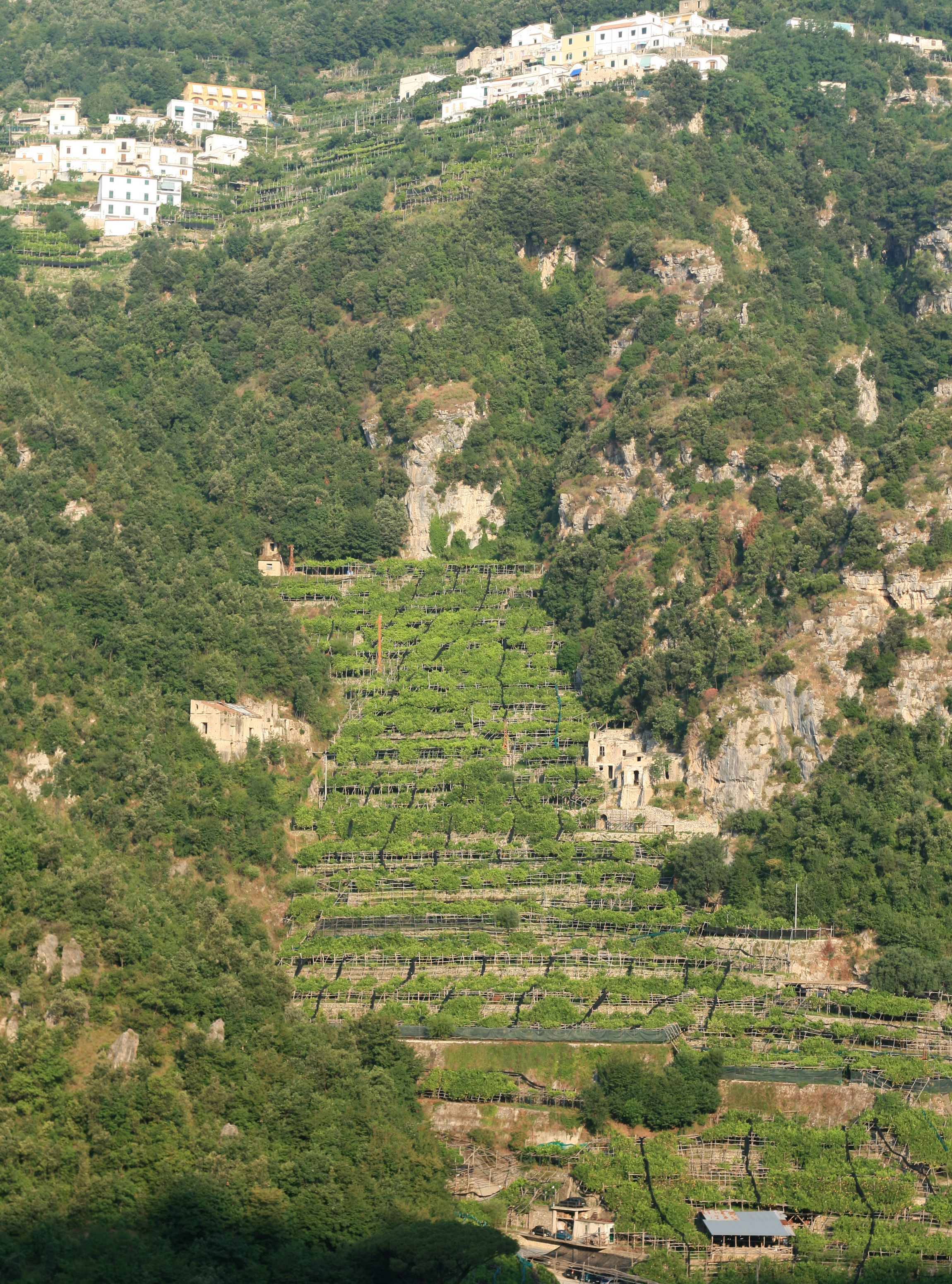
Le ripide scogliere dove si coltiva il Limone Costa d'Amalfi.

Si può estendere il concetto di viticoltura eroica a un concetto più generale di agricoltura eroica. Alcuni esempi di prodotti dell'agricoltura eroica sono:
- i limoneti della costiera amalfitana;
- le lenticchie nei campi sassosi di Visso e Castelluccio di Norcia.